# داریو ورن
داریو ورن (اسپانیایی: Darío Verón‎؛ زادهٔ ۲۶ ژوئیهٔ ۱۹۷۹) یک بازیکن فوتبال اهل پاراگوئه است.

## تیم ملی
وی همچنین در تیم ملی فوتبال پاراگوئه بازی کرده است.